# Дискретни хероји
Дискретни хероји је шести албум београдског хип хоп састава под именом Београдски Синдикат, који је изашао 2010. године.

## Списак нумера
1. Почетак - (00:51)
2. За све моје људе - (04:00)
3. Свим срцем - (04:28)
4. Човек - (03:59)
5. Гала-социјала - (02:05)
6. Главом у зид - (05:16)
7. Зајеби - (03:38)
8. Ту сам ја - (03:15)
9. Пази, пази - (04:17)
10. Искуство - (04:19)
11. Освета - (03:58)
12. Сведок (сарадник) - (05:36)
13. Welcome to Srbija - (04:09)
14. Оловни војници - (03:55)
15. Нема повлачења, нема предаје - (05:19)
16. Балада дисидента - (04:04)
17. Још ову ноћ - (04:30)

## Преузимање албума
Албум је потпуно бесплатан и могао је да се преузме са сајта Синдиката: 
- beogradskisindikat.com Архивирано на веб-сајту  (19. мај 2007) [а]

Добра вест 

Свесни да живимо у времену у коме је човек заборавио шта значи бити човек, осетили смо потребу да албум издамо на баш овакав начин. Сматрамо да људи којима су посвећене ове песме нису нити наша публика, нити конзументи, нити наши следбеници, нити фанови, већ пријатељи са којима желимо да поделимо наше идеје. Данас када је све на продају, када сви трче за успехом, када све и свако има своју цену и када је новац постао једино мерило вредности, ми смо одлучили да овај албум поделимо са вама на интернету – бесплатно, са надом да ћете ову добру вест и ви поделити са другима. Желимо да наши стихови буду подршка на путу да СВИЗАЈЕДНО постанемо бољи људи. Овај албум је посвећен дискретним херојима, свима који воде свакодневне битке, који се не предају без обзира на околности, који никада не стављају себе испред других и који пре свега и даље верују у сутра. Овај албум је посвећен њима, односно вама.— Београдски синдикат